# Luis Ramírez de Lucena
Luis Ramírez de Lucena (Lucena, 1465 — 1530) foi um enxadrista e teórico espanhol, autor do mais antigo livro impresso sobre enxadrismo, Repetición de amores y arte de ajedrez, publicado em Salamanca em 1497 e vulgarmente referido como Lucena.
Da vida de Lucena, muito pouco se conhece, entretanto, sabe-se que estudou na Universidade de Salamanca, que talvez fosse um cristão-novo e que nele se terá inspirado o escritor Fernando de Rojas para a sua personagem Calixto de La Celestina. Em 1922, provou-se que Lucena foi o autor do Manuscrito de Göttingen. 